# Sylvain Desjardins
 (juin 2016).
Pour les articles homonymes, voir Desjardins.
Sylvain Desjardins est un personnage de fiction issu de la série télévisée québécoise Caméra Café créée par Bruno Solo, Yvan Le Bolloc'h et Alain Kappauf. Il est interprété par Stéphane E. Roy et représente l'équivalent canadien du personnage de Sylvain Muller de la version française.

## Description
C'est le comptable du bureau. Il est considéré inadapté social et est toujours vierge. Il est très bon pour ce qui est du domaine du calcul mental et son travail est irréprochable. Il se fait souvent appeler « grosse boulette » par Bruno et Jean-Claude, mais aussi par Patrice et surtout André qui ne l'aiment pas du tout. Il se fait souvent tabasser par ceux-ci, qui lui demandent d'enlever ses lunettes pour annoncer la chose (un dicton disant qu'il ne faut pas frapper quelqu'un qui porte des lunettes). André, par contre, le bat violemment jusqu'à lui laisser des marques. Il est un grand fan de Gregory Charles. Il a un faible pour Josée, une secrétaire, avec qui il partage certains traits, comme le fait d'être gêné et inadapté social. Lors de la huitième saison, il tentera à l'inviter à dîner mais tombera dans les pommes tellement il est stressé. Il traîne avec sa mère dans des centres de personnes âgées et joue au bingo avec elle. Mais le pire est qu'il tente de raconter ces aventures pitoyables à ses collègues. À la fin de la saison 8, Sylvain et son épouse Josée dans le local de l'entreprise, avec André comme témoin. Lui et Josée, ils sont parents de 5 enfants (Gregory, Grégoire, Greg, Gregorio et Grégorette). À la dernière saison, il devient directeur d'un des restaurants Tom Hortin à Montréal avec comme subordonnées Jeanne Coulombe et Normand Dugas.

## Biographie
Les origines de Sylvain Desjardins sont lourdement reliés à la comptabilité. Le premier comptable de la famille est Deutéronome Desjardins, originaire de la région de Chaudière-Appalaches, fort possiblement de Saint-Georges. Il est l'arrière-grand-père de Sylvain. Ensuite, son grand-père, Barnabé Desjardins, fut un des comptables les plus renommés de la région. Toutefois, durant la Deuxième Guerre mondiale, il s’enrôla dans l'Armée canadienne et participa au débarquement de Normandie. C'est à ce moment qu'il rencontre sa future femme, Abigaëlle Babin, elle-même fille d'un comptable français. Après la guerre, ils s'établissent ensemble au Canada, dans la ville de Lanoraie, dans Lanaudière. Pour sa part, Sylvain Desjardins est né en 1968, à Lanoraie. Sa mère, qui à auparavant connue trois fausses couches, fini par accouché après 36 contractions. Il a toutefois été échappé à la naissance. Il habite Lanoraie, dans un duplex partagé avec sa mère. À la suite du décès de son père et du déménagement de sa sœur pour Québec, il restera très attaché à sa mère avec qui il passe la majorité de ses soirées. Ensuite, il déménagera avec sa femme, Josée. Il travaille dans la compagnie comme comptable, poste qu'il occupe jusqu'à la fermeture de la compagnie en 2012.

## Relations avec les autres employés

### Bruno GagnonetJean-Claude Langevin
Sylvain considère Bruno et Jean-Claude comme étant ses meilleurs amis et ne semble pas réaliser que ceux-ci le méprise. Ils le frappent souvent mais Sylvain considère cela comme de l'amitié.

### Normand Dugas
Normand est le patron de Sylvain. Ce dernier a beaucoup de respect pour lui, il dit souvent que c'est "le meilleur patron qu'il a jamais eu". Il l'aide parfois dans ses magouilles et il ne comprend pas que celles-ci lui nuisent comme employé. À cause de sa naïveté, Sylvain est l'homme de confiance de Normand.

### Josée Gamache
Josée Gamache est la femme de Sylvain. Ils ont plusieurs enfants ensemble. La relation entre Josée et Sylvain est une relation typique de couple.

### Les autres employés
Sylvain adore raconter des anecdotes, souvent avec sa mère, et personne au bureau n'aime cela, et ceux-ci n'hésitent pas à le frapper, sans représailles de Normand, le patron.

## Autres observations
Il porte un habit veston cravate complet. Il semble d'ailleurs porter ce style d'habits même à l'extérieur du travail. Au travail, il occupe la place de stationnement 112 et conduit une Chevrolet Chevette qui fut toutefois détruite accidentellement en 2003.
On sait que les soirs, il écoute les quiz à la télévision et le vendredi, il écoute l'émission Chasse et pêche. Il pratique le Yum mais son jeux préféré reste le Scrabble et parfois le 1000 bornes.
Sa chanteuse préféré est Nana Mouskouri. Il est également fan de Gregory Charles , il a d'ailleurs nommé ses 5 enfants en son honneur: Gregory, Grégoire, Greg, Gregorio et Grégorette.
Il a une faible résistance à l'alcool mais aime bien prendre un verre de crème de menthe avec deux ou trois glaçons à l'occasion. Il à aussi l'habitude de briser presque tout ce qu'il tente de réparer.
Il ne parle pas anglais. Par contre, il a un talent exceptionnel en calcul mental.
Il a un pinson. Mais il est allergique aux animaux.